# Atlantikwall Centrum
Het Atlantikwall Centrum is een museum gevestigd in een administratiegebouw van de Duitse marine in Huisduinen. In het museum is veel informatie te zien over de Atlantikwall, de oorlogsgeschiedenis van het Waddengebied en van Den Helder.
Het museum is gevestigd in een Duits administratiegebouw. Het pand kwam in 1942 in gebruik en maakte onderdeel uit van het geschutsonderhoudscomplex van de Duitse marine in Huisduinen. Het dorp was tijdens de oorlog verboden gebied. Alle bewoners moesten verhuizen en de huizen werden ingenomen door Duitse gezinnen. Na de oorlog verwaarloosde het gebouw en medio 2009 brandde het gebouw grotendeels af. De ruïne heeft bijna 10 jaar leeg gestaan. Voor het Atlantikwall Centrum is nieuwbouw in de ruïne geplaatst.
In het museum wordt het verhaal van de Atlantikwall vanuit verschillende perspectieven verteld. Het wordt toegelicht aan de hand van de ervaringen van Nederlandse en Duitse soldaten, bewoners van de stad en werknemers van de Rijkswerf, doelwit van geallieerde bombardementen.
Het gebouw is in eigendom van BOEi. Zeestad is verantwoordelijk voor de herontwikkeling van het gebouw en Stichting Stelling Den Helder draagt zorg voor de exploitatie van het Atlantikwall Centrum.